# Off the Edge
Off the Edge ist ein neuseeländischer Dokumentarfilm von Michael Firth aus dem Jahr 1977. Er zeigt zwei Freunde beim Skifahren, Drachenfliegen, Klettern und Erkunden von Gletschern im Gebiet um den Aoraki/Mount Cook in den Neuseeländischen Alpen.

## Handlung
Der US-Amerikaner Jeff Campbell und der Kanadier Blair Trenholme reisen zum Mount-Cook-Nationalpark. Sie reiten auf Pferden bis zu einer Wiese am Fuße des Mount Cook und wandern dann zu einer Skihütte, die ihnen anschließend mehrere Wochen als Stützpunkt für Ausflüge dient. Sie fahren Ski, klettern, erkunden Eishöhlen und führen Gespräche miteinander. Dabei thematisieren sie auf der einen Seite die Gefährlichkeit ihrer Unternehmungen und die empfundene Einsamkeit, auf der anderen Seite erleben sie aufregende Abenteuer und nehmen die Schönheit der Natur wahr. Ein Blizzard führt dazu, dass sie auf einem Gletscher festgehalten werden und tagelang ohne Kontakt zur Außenwelt in der Hütte eingeschlossen sind. Schließlich steigen sie den Berg wieder hinab und holen ihre Pferde von der Weide. Später kehren sie mit zwei Hängegleitern zum Mount Cook zurück, springen von fast 10.000 Fuß Höhe ab und gleiten zu ihrem geplanten Ziel, das sich an einem sechs Meilen entfernten See befindet. Dieses Finale wird von dem Song Higher Trails des Sängers John Hanlon begleitet.

## Hintergrund
Off the Edge war der erste Film des neuseeländischen Regisseurs Michael Firth. Im Winter 1970/71 lernte er beim Skifahren in Val-d’Isère die US-Amerikaner Jeff Campbell und den Kanadier Blair Trenholme kennen. Sie freundeten sich an, hatten aber nach der Rückkehr in ihre Heimatländer zunächst keinen Kontakt mehr, bis Firth die anderen 1973 per Telegramm über seine Idee informierte, mit ihnen einen Film in den Neuseeländischen Alpen drehen zu wollen. Die Männer verbrachten neun Monate verteilt auf zwei Winter in den Alpen, gedreht wurde jedoch nur an 45 Tagen, denn durch die Nähe des Tasmansees herrschten oft widrige Wetterbedingungen und hohe Windgeschwindigkeiten. An den Drehtagen wurde die Crew mit Helikoptern auf den Gipfel des Tasman-Gletscher gebracht. Die Kameramänner bewegten sich danach auf Skiern zwischen den Drehorten und transportierten ihre Ausrüstung in Rucksäcken. Bei den Aufnahmen kam es mehrfach zu gefährlichen Situationen.
Die Produktion von Off the Edge dauerte insgesamt zwei Jahre. Als Produktionsunternehmen agierte Pentacle Films. Firth finanzierte den Low-Budget-Film mit 80.000 Dollar teilweise selbst. Zudem erhielt er vor Drehbeginn staatliche Förderung und konnte nach Präsentation des unfertigen Films in den USA nochmals Gelder akquirieren. Danach fügte er dem Film einen Soundtrack zu und überführte das ursprünglich 16-mm-Footage in 35 mm. Die Premiere fand am 9. März 1977 in Los Angeles statt. Der Film erschien auf Video und DVD. Er wurde als PG (Parental Guidance Suggested) eingestuft.
Off the Edge erreichte gute Verkaufszahlen. Zusammen mit dem kurz danach veröffentlichten Film Schlafende Hunde von Roger Donaldson leitete er eine Renaissance des neuseeländischen Films ein.

## Rezeption
Off the Edge war bei der Oscarverleihung 1977 als erster neuseeländischer Film in der Kategorie Bester Dokumentarfilm für einen Oscar nominiert.
Filmkritiker Kevin Thomas von der Los Angeles Times bezeichnete Off the Edge als „einen wunderschönen und großartigen Film, der Skifahren und Drachenfliegen als mystische Verbindung mit der Natur darstellt“ („a beautiful and awesome film that depicts skiing and hang-gliding as a mystical communion with nature“). Optisch sei er „eine Wucht“ („a stunner“), „mit einem atemberaubenden Ausblick nach dem anderen“ („with one amazing vista following another“). Demgegenüber stehe jedoch eine banale und ausschweifende Narration. Glücklicherweise übernehme die passende und abwechslungsreiche Filmmusik („apt and varied score“) von Richard Clements in den Schlüsselszenen.